# Hormosinina
Hormosinina es un suborden de foraminíferos del orden Lituolida que agrupa taxones tradicionalmente incluidos en el suborden Textulariina del Orden Textulariida. Su rango cronoestratigráfico abarca desde el Ordovícico hasta la Actualidad.

## Clasificación
Hormosinina incluye a las siguientes superfamilias:
- Superfamilia Hormosinelloidea
- Superfamilia Hormosinoidea